# Islote Ojo
Die Islote Ojo (von englisch ojo ‚Auge‘) ist eine kleine Insel vor der Fallières-Küste des Grahamlands auf der Antarktischen Halbinsel. Sie liegt vor der Nordküste von Keyhole Island im südwestlichen Teil der Mikkelsen Bay.
Argentinische Wissenschaftler benannten sie in Anlehnung an die Benennung von Keyhole Island.